# Доулинг, Тимоти
Тимоти Доулинг (англ. Timothy C. Dowling; род. 9 ноября 1963) — американский военный историк, доктор философии (Ph.D.) по истории, профессор. Заведующий кафедрой военной истории Бургвина Военного института Виргинии.
Автор большого числа статей в различных энциклопедиях и рецензий в научных журналах. Редактор книжного обозрения «The Journal of Military History».

## Биография
С 1989 по 1993 год работал в американском посольстве в Москве. Много путешествовал по СССР и России. Долгое время жил в Токио (Япония), Вене (Австрия), Берлине и Мюнхене (Германия).
Преподавал в Венской международной школе (Австрия). Занимал должность адъюнкт-профессора в Университете старого Доминиона в Норфолке (штат Виргиния, США). В 1999 году в Тулейнском университете в Новом Орлеане (штат Луизиана, США) получил докторскую степень (Ph.D.) по истории, написав диссертацию о планах строительства города Эйзенхюттенштадт как модели построения социализма в Германской Демократической Республике.
С 2001 года — профессор истории в Военном институте Виргинии. Часто возглавлял программы обучения того института в Будапеште (Венгрия). Там же в Будапеште закончил семестр в качестве приглашённого стипендиата Фулбрайта в Национальном университете государственной службы.
Является редактором книжного обозрения «Журнала военной истории».